# Centre d'essais de fusées de Noshiro

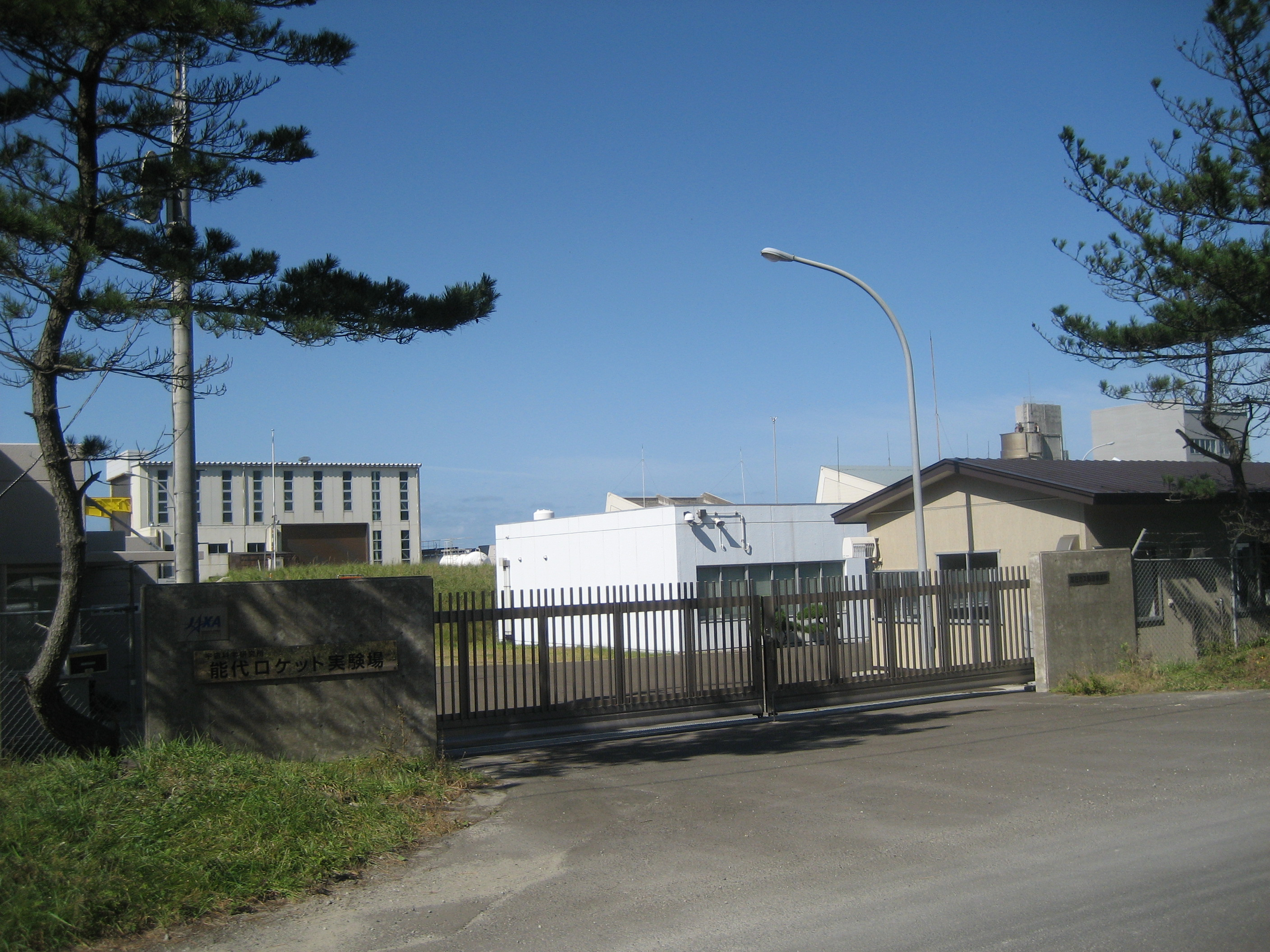
Centre d'essais de fusées de Noshiro

Le Centre d'essais de fusées de Noshiro (en japonais 能代ロケット実験場, Noshiro Roketto Jikkenjō ; en anglais Noshiro Rocket Testing Center, NTC) est une installation de l'Agence japonaise d'exploration aérospatiale (JAXA), située sur la côte de la mer du Japon dans la ville de Noshiro dans la préfecture d'Akita, au Japon.

## Histoire
Le Centre d'essais de fusées de Noshiro (NTC pour l'anglais Noshiro Rocket Testing Center) a été créé en 1962 comme l'une des installations affiliées de l'Institut des sciences industrielles de l'Université de Tokyo, qui est devenu l'Institut des sciences spatiales et astronautiques (ISAS) en 1964. Le centre d'essais a participé au développement et aux essais de fusées-sondes et de moteurs-fusées à propergol solide qui ont été utilisés sur la série de lanceurs Mu.
À partir de 1975, le centre d'essais de Noshiro a participé à la recherche, au développement et aux essais de moteurs-fusées à ergols liquides. Avec le programme de lanceur M-V, les installations ont été considérablement améliorées avec un grand bâtiment d'essai de moteur solide à combustion à air et une installation d'essai de performance de moteur supérieur à haute altitude achevée en 1992. Le test de tir statique des moteurs-fusées M-V a eu lieu à Noshiro.
De plus, un essai de tir statique réussi de l'ATREX, un moteur à réaction expérimental prérefroidi qui fonctionne comme un turboréacteur à basse vitesse et un statoréacteur jusqu'à Mach 6,0, a eu lieu en 1992. Depuis 1998, le site est actif dans le programme Reusable Vehicle Testing pour développer un moteur aérobie qui consomme moins de carburant qu'une fusée et peut donc transporter une charge utile plus importante.